# Гаровка-1
Га́ровка-1 — село в Хабаровском районе Хабаровского края. Входит в Ракитненское сельское поселение.

## География
Село Гаровка-1 — спутник Хабаровска.
Дорога к селу Гаровка-1 из Железнодорожного района идёт на юго-восток от улицы Горького (посёлок завода им. Горького).
На юг от села Гаровка-1 идёт дорога к сёлам Ракитное и Гаровка-2.

## Население
| 1992 | 2002  | 2010  | 2011  | 2012  | 2021  |
| ---- | ----- | ----- | ----- | ----- | ----- |
| 1200 | ↗1261 | ↗1302 | ↗1307 | ↗1353 | ↘1259 |

## Инфраструктура
- Сельскохозяйственные предприятия Хабаровского района.
- Предприятия пищевой промышленности Хабаровского района.
- В окрестностях села Гаровка-1 находятся дачные и коттеджные участки хабаровчан.